# Alamosa East
Alamosa East és una concentració de població designada pel cens dels Estats Units a l'estat de Colorado. Segons el cens del 2000 tenia 1.528 habitants.

## Demografia
Segons el cens del 2000, Alamosa East tenia 1.528 habitants, 556 habitatges, i 404 famílies. La densitat de població era de 163,4 habitants per km².
Dels 556 habitatges en un 38,3% hi vivien nens de menys de 18 anys, en un 56,5% hi vivien parelles casades, en un 10,6% dones solteres, i en un 27,2% no eren unitats familiars. En el 21% dels habitatges hi vivien persones soles el 5,9% de les quals corresponia a persones de 65 anys o més que vivien soles. El nombre mitjà de persones vivint en cada habitatge era de 2,74 i el nombre mitjà de persones que vivien en cada família era de 3,23.
Per edats la població es repartia de la següent manera: un 30,1% tenia menys de 18 anys, un 10,3% entre 18 i 24, un 30,3% entre 25 i 44, un 21,1% de 45 a 60 i un 8,2% 65 anys o més.
L'edat mediana era de 32 anys. Per cada 100 dones de 18 o més anys hi havia 98,5 homes.
La renda mediana per habitatge era de 27.176 $ i la renda mediana per família de 32.593 $. Els homes tenien una renda mediana de 26.250 $ mentre que les dones 18.462 $. La renda per capita de la població era de 10.948 $. Entorn del 19,7% de les famílies i el 24,8% de la població estaven per davall del llindar de pobresa.

## Poblacions més properes
El següent diagrama mostra les poblacions més properes.